# Watashi-tachi
Singles de Kana Nishino
SAKURA, I love you?
(2012) GO FOR IT!!
(2012)
Pistes de Love Place
Prologue ~Welcome~ Day 7
Watashitachi (私たち) est le 17e single de la chanteuse de J-pop Kana Nishino.

## Présentation
Il est sorti sous le label SME Records Inc. le 23 mai 2012 au Japon. Il sort au format CD. Il atteint la 6e position à l'Oricon. Il se vend à 28 003 exemplaires la première semaine et reste classé 12 semaines pour un total de 53 425 exemplaires vendus. Watashitachi a été utilisée comme thème pour le film Girl. La chanson Watashitachi se trouve sur l'album Love Place et sur la compilation Love Collection ~mint~.

## Pistes
Toutes les chansons sont écrites et composées par Kana Nishino.
| 1. | Watashi-tachi (私たち) | Giorgio Cancemi                                      | Giorgio Cancemi | 5:49 |
| 2. | Happy Half Year!       | SKY BEATZ, Lisa Desmond, FASTLANE, Filip Linsfors    | SKY BEATZ       | 4:36 |
| 3. | LOVE LIKE CRAZY        | DJ Mass, Hiroshi Yoshida, hiro:n, ENVIE, Ōsako Kyōko | DJ Mass         | 4:24 |